# Quercus braianensis
Quercus braianensis är en bokväxtart som beskrevs av Aimée Antoinette Camus. Quercus braianensis ingår i släktet ekar, och familjen bokväxter.
Artens utbredningsområde är Vietnam. Inga underarter finns listade.